# Étienne-Joseph-Frédéric Tanoux
Étienne-Joseph-Frédéric Tanoux (ur. 22 października 1842 w Aubagne, zm. 22 listopada 1899) – francuski duchowny katolicki, biskup. Święcenia kapłańskie przyjął w 1866 roku, zaś w 1889 został mianowany przez papieża Leona XIII biskupem diecezji Martyniki. Diecezją kierował przez rok, do swojej śmierci w 1899 roku.